# Kazanpınar, Mustafakemalpaşa
Kazanpınar là một xã thuộc huyện Mustafakemalpaşa, tỉnh Bursa, Thổ Nhĩ Kỳ. Dân số thời điểm năm 2011 là 36 người.